# مسیحیت مخفی

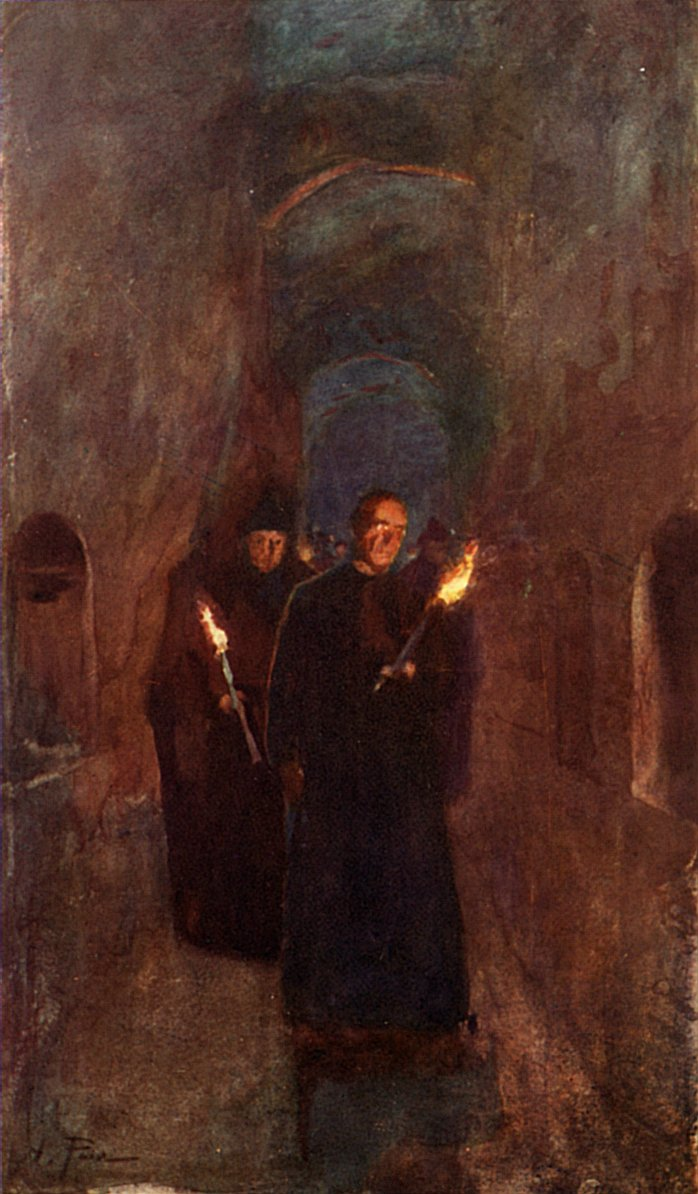
نقاشی نماد مسیحیت مخفی

مسیحیت مخفی (انگلیسی: Crypto-Christianity) انجام دادن اعمال مذهبی مسیحیت به‌طور مخفی است، معمولاً در حالی که سعی می‌شود آن را به عنوان یک ایمان دیگر استتار کند یا مناسک دین دیگری را به‌طور علنی رعایت کند. در مکان‌ها و دوره‌های زمانی که مسیحیان مورد آزار و اذیت قرار می‌گرفتند یا مسیحیت غیرقانونی بود، نمونه‌هایی از مسیحیت مخفی شده ظاهر شده‌است.